# Acordo de Starobilsk
O acordo de Starobilsk foi uma aliança política e militar de 1920 entre o Makhnovtchina, um movimento anarquista de massas liderado pelo Exército Insurgente de Nestor Makhno, e a República Socialista Soviética Ucraniana, que os bolcheviques haviam estabelecido como o governo legítimo da Ucrânia.
O acordo foi alcançado após o ressurgimento do movimento branco na Ucrânia, que forçou as facções bolcheviques e makhnovistas em guerra a deixar de lado suas diferenças e trabalhar juntas contra seu inimigo comum. Suas cláusulas políticas estenderam uma série de liberdades civis ao movimento anarquista ucraniano anteriormente reprimido, enquanto suas cláusulas militares subordinaram o Exército Insurgente ao alto comando do Exército Vermelho.
O acordo vigorou de outubro a novembro de 1920. Após a vitória soviética sobre os brancos no cerco de Perekop, o Exército Vermelho atacou os Makhnovistas, pondo fim ao acordo e iniciando um conflito entre as duas facções que duraria até a supressão completa da Makhnovshchina em agosto de 1921.